# Крепи ан Валоа
Крепи ан Валоа (фр. Crépy-en-Valois) је насељено место у Француској у региону Пикардија, у департману Оаза.
По подацима из 2011. године у општини је живело 14.374 становника, а густина насељености је износила 882,92 становника/km².

## Демографија
| 1962. | 1968. | 1975.  | 1982.  | 1990.  | 2011.  |
| ----- | ----- | ------ | ------ | ------ | ------ |
| 7.379 | 8.660 | 10.920 | 12.228 | 13.222 | 14.374 |